# Félix Pérez Romera
Félix Pérez Romera es un antropólogo y político español. Fue uno de los promotores de la plataforma cívica catalana Ciutadans de Catalunya, que daría origen al partido Ciudadanos - Partido de la Ciudadanía, junto a artistas e intelectuales como Albert Boadella, Arcadi Espada y Francesc de Carreras, entre otros. También ha sido uno de los fundadores del Foro Babel. 

## Trayectoria
Félix Pérez Romera, militante de izquierdas, creó en 1992 la Asociación por la Tolerancia, una asociación que defendía el bilingüismo en las instituciones públicas y escolares, con un claro distanciamiento del movimiento nacionalista catalán. Su pulso, buscaba provocar cambios en el seno del Partido de los Socialistas de Cataluña (PSC), liderado por Joan Reventós, en relación con su vinculación catalanista, sin éxito. 
En 1995 creó el partido Izquierda por la Tolerancia Lingüística con el fin de presentarse a las elecciones al Parlamento de Cataluña. Finalmente no se presentó. En 1996 formó el Colectivo Mogambo, un grupo de debate que tomó el nombre de un restaurante de Premia de Mar y que fue el embrión de lo que sería el Foro Babel.
El 7 de junio de 2005, participó en el manifiesto Por un nuevo partido político en Cataluña, escrito que fue el embrión de lo que más tarde sería Ciudadanos-Partido de la Ciudadanía, una agrupación con protagonismo institucional en toda España. Firmaron el manifiesto Ferran Toutain, Félix Pérez Romera, Francesc de Carreras, José Vicente Rodríguez, Arcadi Espada, Teresa Giménez Barbat, Carlos Trías Sagnier, Ponç Puigdevall, Ana Nuño, Albert Boadella, Xavier Pericay, Félix de Azúa, Félix Ovejero, Iván Tubau y Horacio Vázquez Rial. Félix Pérez Romera no llegó a participar nunca en el partido pues dimitió de la Presidencia de la Asociación Ciutadans, organización pre-partido, una semana después del acto del Teatro Tivoli, y no formalizo nunca su afiliación a Cs.
Fundo, en 2007, Alternativa Ciudadana Progresista organización de izquierda de la que sigue siendo socio, aunque no es activo.
Fue promotor de Unión, Progreso y Democracia, junto a miembros de ¡Basta Ya! y Rosa Díez y miembro de su consejo político7. Organización que abandono meses después de su constitución.
Actualmente es miembro de la Asamblea Social de la Izquierda, organización de la que forman parte Miguel Candel y Paco Frutos, entre otros.